# Saint-Jean-en-Royans
Saint-Jean-en-Royans este o comună în departamentul Drôme din sud-estul Franței. În 2009 avea o populație de 3.022 de locuitori.

## Evoluția populației
| An        | 1975  | 1982  | 1990  | 1999  | 2006  | 2009  |
| --------- | ----- | ----- | ----- | ----- | ----- | ----- |
| Populație | 2.708 | 2.945 | 2.895 | 2.895 | 2.999 | 3.022 |